# Bernie Brillstein
Bernie Brillstein (né le 26 avril 1931, mort le 7 août 2008) est un producteur de cinéma et de télévision américain.
Il est connu en particulier pour avoir produit des films tels que The Blues Brothers ou SOS Fantômes (Ghostbusters), ainsi que des émissions de télévision américaine.
Il a son étoile sur le Hollywood Walk of Fame.

## Biographie
Il naît à New York en 1931 dans une famille juive. Il est diplômé de l'Université de New York, et effectue son service militaire en 1953-1955.
Il produit des émissions telles que le Saturday Night Live ou Le Muppet Show qui s'exporte avec succès dans différents pays, et des films populaires comme The Blues Brothers ou SOS Fantômes. Il est également le manager d'artistes tels que Frankie Laine, John Belushi, Dan Aykroyd, Gilda Radner, Lorne Michaels, ou Martin Short. À partir de 1985 il travaille avec Brad Grey, de la Paramount, avec qui il fonde la société Brillstein-Grey Entertainment en 1991. Il était considéré comme un « innovateur » à Hollywood. Il a été nommé à plusieurs reprises aux Emmy Awards.
Il meurt à Los Angeles en 2008 à l'âge de 77 ans d'une maladie pulmonaire.

## Filmographie

### Cinéma
- 1980 : The Blues Brothers
- 1981 : Continental Divide
- 1984 : SOS Fantômes
- 1987 : Dragnet
- 1989 : SOS Fantômes 2
- 1996 : À l'épreuve des balles
- 2000 : De quelle planète viens-tu ?
- 2004 : Jiminy Glick in Lalawood

### Télévision
- Le Muppet Show
- Saturday Night Live
- It's Garry Shandling's Show
- Au-delà des maux (téléfilm)

## Livres
- (en) Where Did I Go Right?: You're No One in Hollywood Unless Someone Wants You Dead!, Bernie Brillstein et David Rensin, Little Brown Inc. 1999  (ISBN 978-0-316-11885-9)
- (en) The Little Stuff Matters Most, Bernie Brillstein et David Rensin, 2004,  (ISBN 1-59240-079-5)